# Сан Ђакомо (Ређо Емилија)
Сан Ђакомо је насеље у Италији у округу Ређо Емилија, региону Емилија-Ромања.
Према процени из 2011. у насељу је живело 58 становника. Насеље се налази на надморској висини од 111 м.